# M809
M809 — серия средне- и крупнотоннажных грузовых автомобилей, выпускавшихся с 1970 по 1982 год для вооружённых сил США. Базовая грузовая версия была предназначена для транспортировки 5-тонного (4500 кг) груза длиной 4,3 м по любой местности в любую погоду. При эксплуатации на дорогах вес груза был увеличен в два раза.

## История
В конце 1960-х годов армия США нуждалась в большем количестве 5-тонных (4536 кг) грузовых автомобилей с колёсной формулой 6x6. Компания AM General разработала обновлённый вариант серии M39, состоявший на вооружении с 1951 года. Основное отличие заключалось в двигателе и трансмиссии. Капот и радиаторная решётка были удлинены, чтобы освободить место для более крупного двигателя, а система освещения была обновлена в соответствии с новыми правилами безопасности США. Все автомобили имели воздухоочиститель на левом крыле, что отличало их от более ранней серии M39. 
Корпорация AM General выпускала M809 в период с 1970 по 1982 год. В 1982 году серия M809 была усовершенствована до серии M939. Первые 11 тысяч M939 были восстановлены на основе M809. 

## Технические характеристики

### Двигатель и трансмиссия

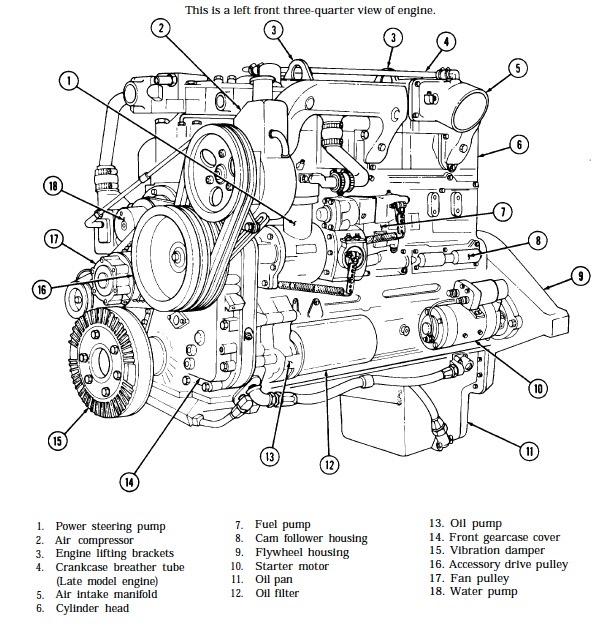
Двигатель Cummins NH250

В серии M809 применялся атмосферный рядный шестицилиндровый дизельный двигатель Cummins NHC250 объёмом 14 литров, который развивал мощность 180 кВт (240 л. с.) при 2100 об/мин и крутящий момент 929 Н⋅м при 1500 об/мин. Двигатель устанавливался во все модели M809 на протяжении всего срока службы. Серия N была успешной коммерческой конструкцией, при консервативном рейтинге двигатель был более мощным и менее нагруженным, чем многотопливный двигатель Continental LDS-465, который применялся в серии M39.
Пятиступенчатая синхронизированная механическая трансмиссия Dana-Spicer модели 6453 имела очень низкую 1-ю, прямую 4-ю и повышающую 5-ю передачи. Двухступенчатая раздаточная коробка Rockwell-Standard также автоматически включала переднюю ось, если задние колёса поворачивались быстрее, чем передние, как при вращении задних колёс, на любой передаче и в любом диапазоне.

### Шасси

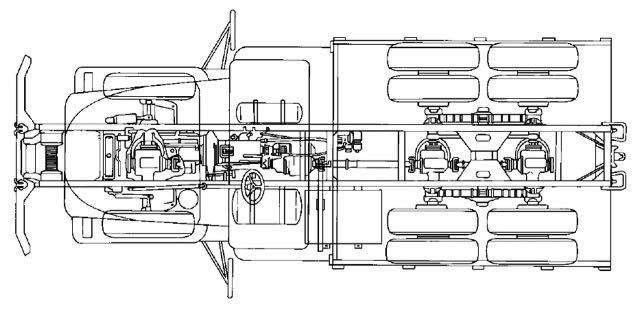
Чертёж M809 с видом сверху

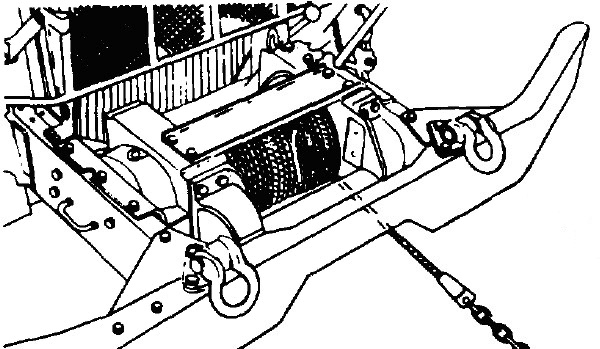
Передняя лебёдка

Шасси M809 имело лестничную раму с тремя ведущими осями. Передняя ось на листовых рессорах, а задние оси тандемные, на листовых рессорах с установочными рычагами.
Всего было три колёсные базы (измерения идут от осевой линии переднего моста до осевой линии заднего тандема). Короткая колёсная база (M810), для тягачей и самосвалов, составляла 4240 мм, длинная (M809), для грузовых автомобилей, эвакуаторов и лесовозов, составляла 4550 мм, а сверхдлинная (M811), для длинномерных грузовых автомобилей, тягачей и раздвижных фургонов, составляет 5460 мм.
Большинство моделей имели шины размером 11.00x20 со сдвоенными задними шинами. Некоторые M813 имели шины размером 14.00x20 с одинарными задними шинами, бортовые грузовики M812 и M821 имели шины размером 14.00x20 со сдвоенными задними шинами. Эвакуатор M819 имел шины размером 12,00x20 со сдвоенными задними шинами. Все шины были двунаправленного военного образца.
Подвеска автомобиля пневматическая, с барабанными тормозами на всех колёсах. Соединения пневматических тормозов сзади использовались для тормозов прицепа. M815, M818 и M819 имели отдельные органы управления для включения тормозов прицепа отдельно от рабочих тормозов.
Все модели M809 имели заднюю сцепку и могли буксировать прицепы массой 6800 кг. Исключение составляет M816, который мог буксировать 9100 кг.
Многие модели серии M809 оснащались передней лебёдкой грузоподъёмностью 9100 кг, предназначенной для самовосстановления. Масса лебёдки составляла 302 кг. От длины грузовика было добавлено 39 см. У M815 лебёдка расположена посередине, а M816 имеет лебёдку массой 20 тонн, которая расположена сзади.
Имелась стандартная военная кабина, разработанная компанией REO для 21⁄2-тонного М35. Автомобиль имел распашные двери с откидными окнами, откидное ветровое стекло и съёмную брезентовую крышу. Можно было бы установить жёсткую крышу.

## Модельный ряд

### M813 и M814

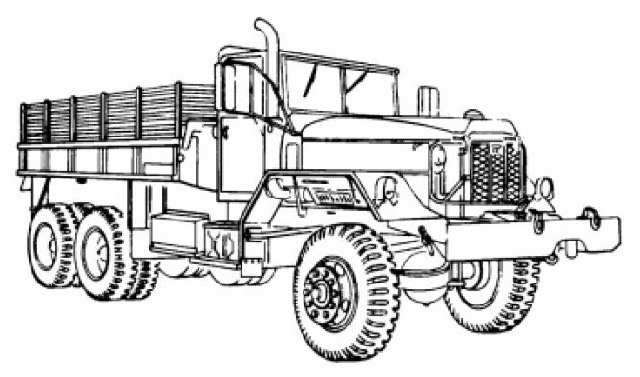
M813 Cargo

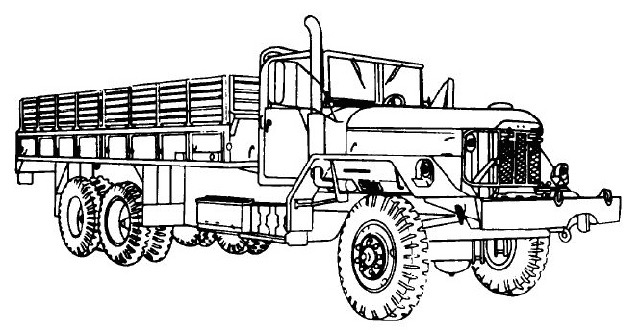
M814 Cargo

M813 является стандартной грузовой версией серии M809. У автомобиля был низкий бортовой кузов длиной 4300 мм с нижней откидной задней дверью. Боковые стойки, сиденья для солдат и верхняя носовая часть с брезентом были стандартными. Передняя лебёдка была опциональной.
Стандартные борта кузова могли удерживать груз, но не могли быть загружены сбоку вилочными погрузчиками, поэтому кузов с откидными бортами был стандартизирован как M813A1.
Версия с удлинённой колёсной базой, M814, имела кузов длиной 6100 мм. Версии M814 с откидным бортом не существовало, и ни у одного из автомобилей не было сидений для солдат.

### M815 Bolster

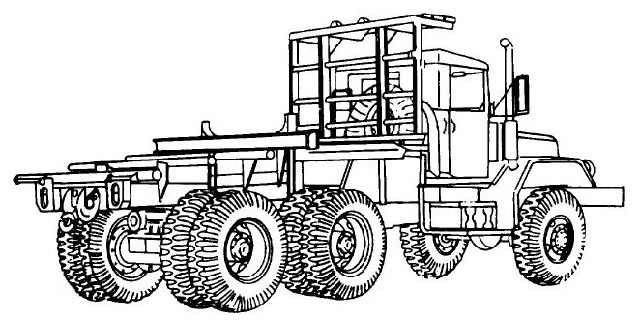
Лесовоз M815 Bolster

Лесовоз M815 Bolster с прицепом M796 предназначался для перевозки длинномерных грузов, таких как брёвна, столбы, трубы и секции мостов. Передняя часть груза была закреплена на вращающемся валике грузовика, а задняя часть груза была закреплена на прицепе. Грузовик и прицеп имели трубчатую стрелу («вылет»), которая соединяла их под грузом. Когда грузовик был разгружен, прицеп можно было погрузить на грузовик. Грузовик имел большую защитную стойку кабины и переднюю и среднюю лебёдки.

### M816 Medium

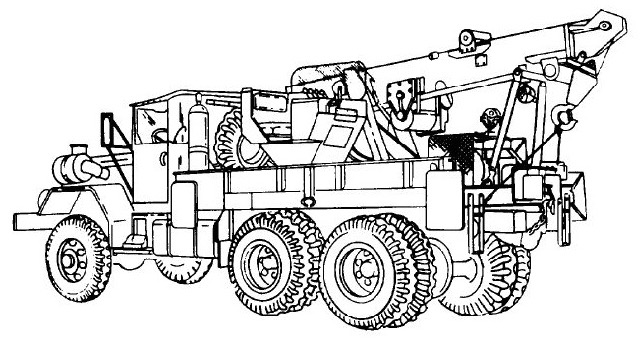
M816 Medium

Эвакуатор M816 Medium предназначался для подъёма выведенных из строя или застрявших грузовых автомобилей и для подъёма крупногабаритных компонентов. Вращающаяся, телескопическая и поднимающаяся гидравлическая стрела могла поднять максимум 9100 кг. Хотя грузовик не предназначался для перевозки груза, стрела могла выдержать 3200 кг при буксировке. Автомобили имели передние лебёдки массой 9100 кг и задние массой 20000 кг, выносные опоры, распорки стрелы, противооткатные упоры, блоки и снасти, кислородно-ацетиленовые горелки и другие автомобильные инструменты.

### M817 Dump

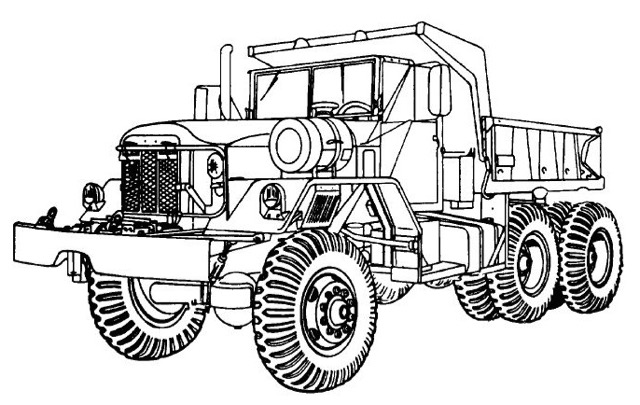
M817 Dump

Самосвал M817 Dump предназначался для перевозки песка, гравия, грязи, щебня, лома и других сыпучих материалов. Объём кузова с защитой кабины составлял 3,8 м3. Задняя дверь могла откидываться вверху или внизу. Обычные грузы тяжелы по объёму, а самосвальный кузов был меньше и более плотным, чем грузовой кузов. Автомобили могли быть оборудованы верхними носовыми частями, брезентом и сиденьями для солдат, но относительно небольшие размеры кузова ограничивали их пассажирскую или грузовую нагрузку.

### M818 Tractor

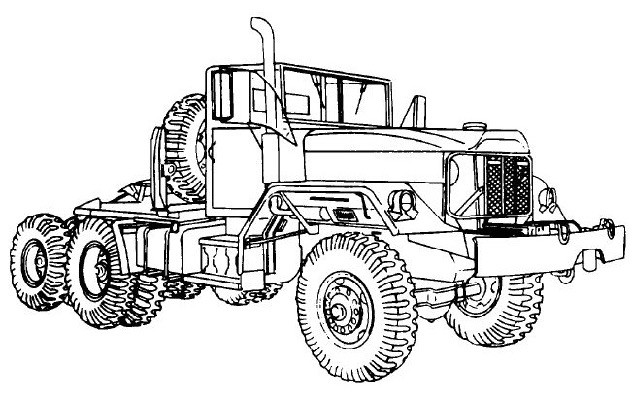
M818 Tractor

Седельные тягачи M818 Tractor предназначались для буксировки полуприцепов массой до 17000 кг с грузоподъёмностью 6800 кг на седельно-сцепном устройстве. Седельные тягачи и полуприцепы должны оставаться на относительно ровной поверхности и не рассчитаны на полноценное движение по бездорожью. На улучшенных дорогах автомобили могли буксировать прицепы до 25000 кг с грузоподъёмностью 11000 кг на седельно-сцепном устройстве.
Обычно M818 буксировал 12-тонный двухосный полуприцеп. Полуприцепы имели бортовой кузов, закрытый кузов фургона, низкорамные платформы и цистерны. Также имелись 6-тонные двухосные раздвижные фургоны и 6-тонные одноосные фургоны.

### M819 Medium

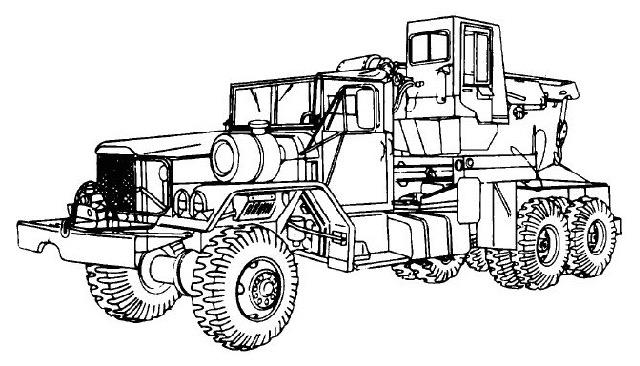
M819 Wrecker

Тягач M819 Medium с удлинённой колёсной базой являлся эвакуатором с седельно-сцепным устройством, установленным за стрелой. Это позволяет автомобилю загружать и буксировать полуприцепы. Предназначенные для эвакуации самолетов, они имели меньший корпус и меньшее оборудование, чем M816.
Все автомобили имели переднюю лебёдку, а вместо задней лебёдки используется пятое колесо. В качестве эвакуатора стрела могла поднимать до 9100 кг и имела больший вылет, чем M816. В качестве тягача грузоподъёмность седельно-сцепного устройства составляла 6800 кг. Из-за большой снаряжённой массы в качестве полуприцепа использовались шины увеличенного размера 12.00x20. M819 являлся единственной моделью с таким размером шин.

### M820 Expansible

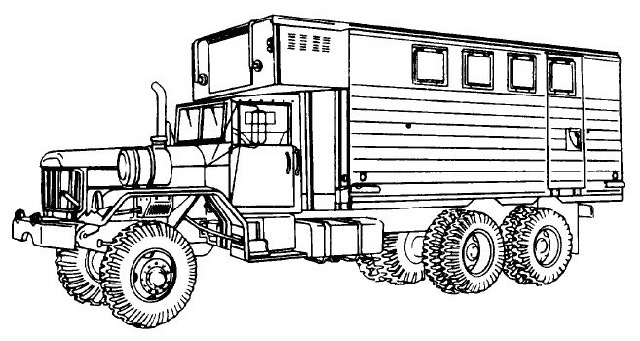
M820 Expansible

Грузовой автомобиль M820 Expansible имел кузов длиной 5200 мм с выдвижными секциями с каждой стороны. Когда секции были удлинены, ширина рабочего пола составляла 4300 мм. Корпус мог поддерживать 2300 кг коммуникационного оборудования. Отопители и кондиционеры (за исключением M820A1) размещались над кабиной. M820A1 не имел окон и кондиционера, а M820A3 и M820A4 имели гидравлические задние подъёмные ворота. Ни один из M820 не имел переднюю лебёдку.

### M821 Bridge

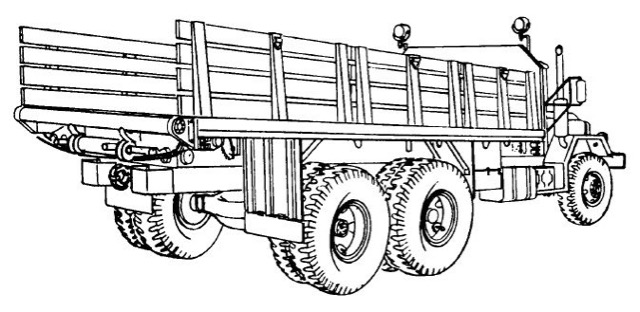
M821 Bridge

M821 Bridge имел кузов длиной 6100 мм для перевозки мостового оборудования и компонентов. Сзади имелся каток для помощи в разгрузке, а сбоку имеются небольшие лебёдки для крепления груза. Борта кузова могут быть сняты для перевозки негабаритных грузов. Самые большие шины (размером 14,00x20) использовались со сдвоенными задними шинами.

### Шасси M809
Шасси серии M809 также предназначалось в качестве платформы для нескольких автомобилей специального назначения. Укороченное шасси M810 использовалось инженерными строительными подразделениями для установки распределителя воды на 1000 галлонов или битуминозного распределителя на 800 галлонов, в то время как стандартное длинное шасси M809 использовалось для установки более крупного битуминозного распределителя на 1500 галлонов. Удлинённое шасси M811 предназначалось для установки так называемого кузовного крыла кузова SEORTM и антенной мачты ракетных батарей Patriot, в то время как сверхдлинное шасси M812 с увеличенными шинами размером 14,00x20 предназначалось для перевозки и спуска на воду улучшенных ленточных секций моста и лодок для возведения мостов.

## Габариты
| Модель                  | Колёсная база | Длина                 | Ширина             | Высота              | Снаряжённая масса     |
| ----------------------- | ------------- | --------------------- | ------------------ | ------------------- | --------------------- |
| M813 Cargo              | Длинная       | 26 ф. 7 д. (8,10 м)   | 8 ф. 2 д. (2,49 м) | 9 ф. 9 д. (2,97 м)  | 21,020 фунта (9,5 кг) |
| M814 Cargo (удлинённый) | Сверхдлинная  | 32 ф. 11 д. (10,03 м) | 8 ф. 2 д. (2,49 м) | 9 ф. 9 д. (2,97 м)  | 23,540 фунта (11 кг)  |
| M815 Bolster            | Длинная       | 26 ф. 7 д. (8,10 м)   | 8 ф. 2 д. (2,49 м) | 9 ф. 8 д. (2,95 м)  | 21,040 фунта (9,5 кг) |
| M816 Medium             | Длинная       | 29 ф. 7 д. (9,02 м)   | 8 ф. 2 д. (2,49 м) | 9 ф. 4 д. (2,84 м)  | 35,050 фунта (16 кг)  |
| M817 Dump               | Короткая      | 24 ф. 1 д. (7,34 м)   | 8 ф. 2 д. (2,49 м) | 9 ф. 4 д. (2,84 м)  | 23,755 фунта (11 кг)  |
| M818 Tractor            | Короткая      | 23 ф. 4 д. (7,11 м)   | 8 ф. 2 д. (2,49 м) | 9 ф. 4 д. (2,84 м)  | 20,165 фунта (9,1 кг) |
| M819 Medium             | Сверхдлинная  | 29 ф. 10 д. (9,09 м)  | 8 ф. 2 д. (2,49 м) | 11 футов (3,35 м)   | 35,065 фунта (16 кг)  |
| M820 Expansible         | Сверхдлинная  | 30 ф. 3 д. (9,22 м)   | 8 ф. 2 д. (2,49 м) | 11 ф. 6 д. (3,51 м) | 28,195 фунта (13 кг)  |
| M821 Bridge             | Сверхдлинная  | 31 ф. 10 д. (9,70 м)  | 8 ф. 2 д. (2,49 м) | 9 ф. 6 д. (2,90 м)  | 28,880 фунта (13 кг)  |

1. ↑  С лебёдкой кроме M820 и M821.
2. ↑  13 ф. 11 д. (4,24 м) в разложенном виде.

## Галерея

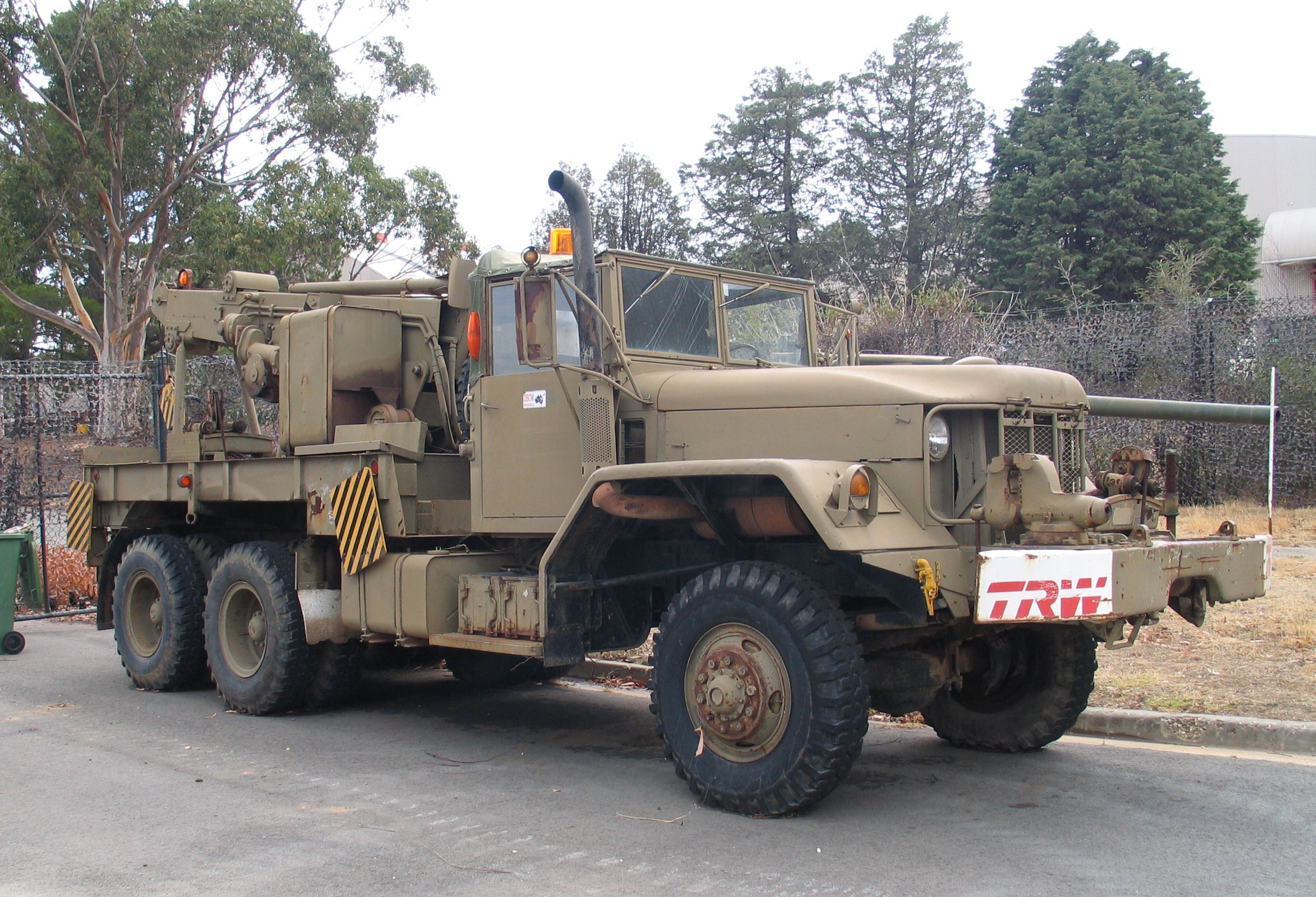
Эвакуатор M816 в частной собственности
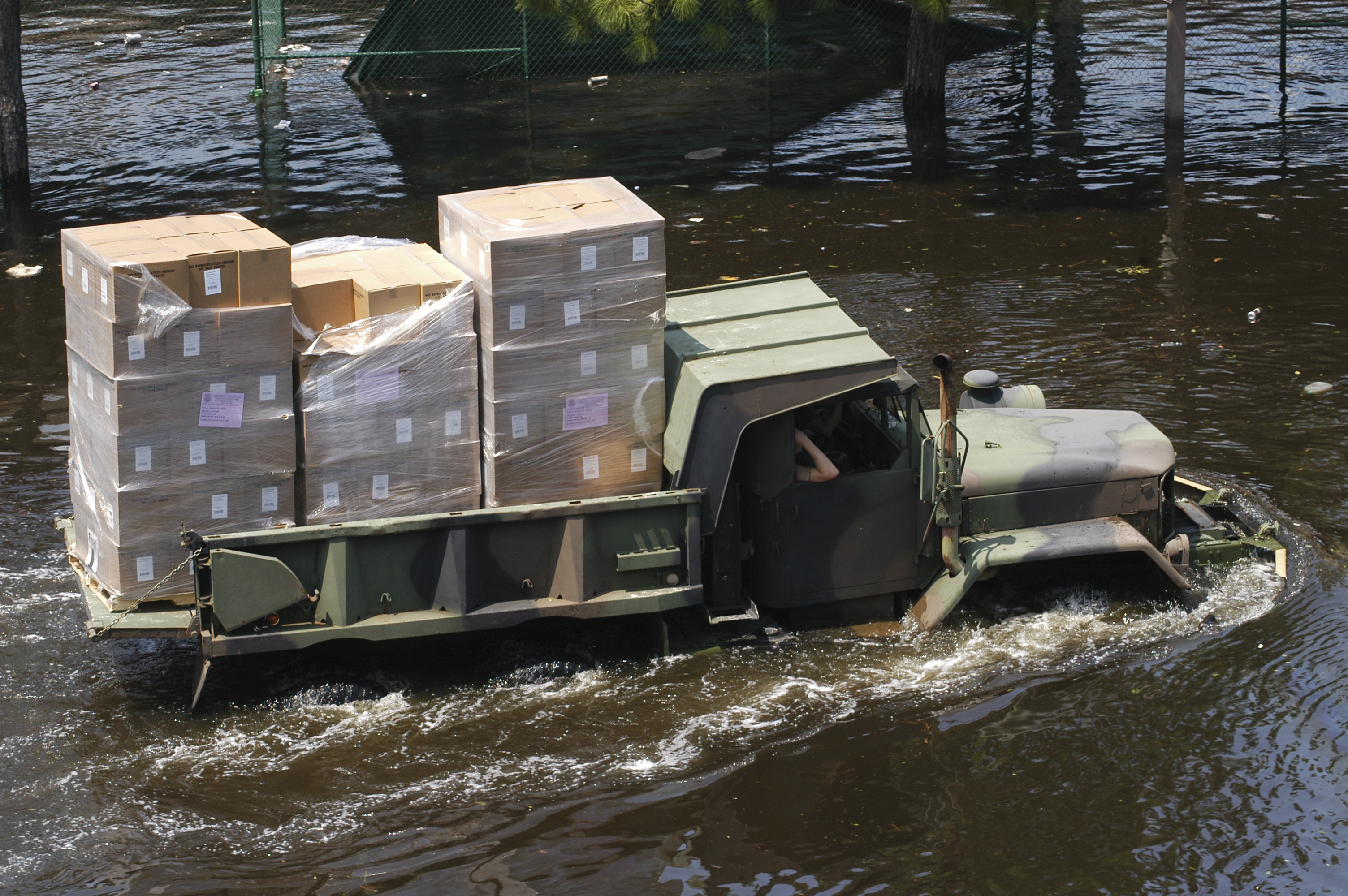
Самосвал M817 для ликвидации последствий наводнения, Луизиана, 2005 год
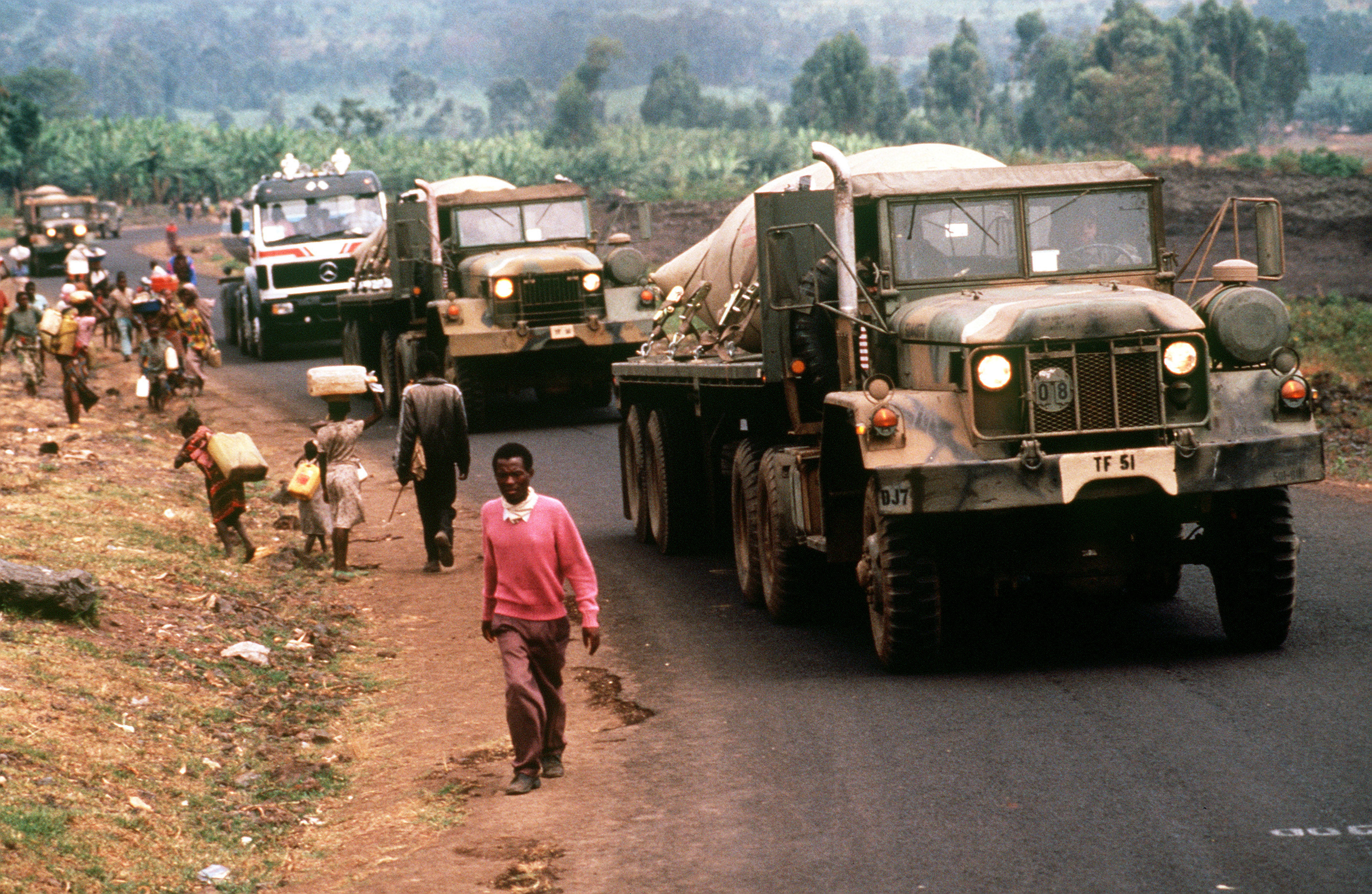
Седельный тягач M818 в конвое, Заир, 1994 год
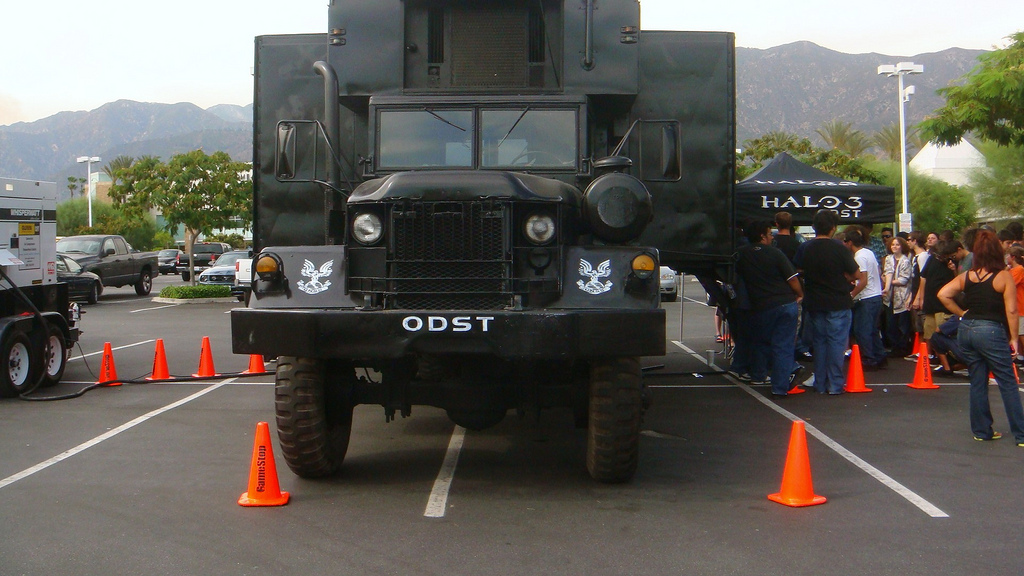
Раздвижной фургон M820 в частном владении

## Операторы
- Алжир
- Аргентина
- Алжир[7]
- Аргентина[7]
- Австралия[7][7]
- Бразилия[7]
- Камбоджа[7]
- Канада[7]
- Чили[7]
- Колумбия[7]
- Египет[7]
- Эфиопия[7]
- Грузия[7]
- Иран[7]
- Ирак[7]
- Израиль[7]
- Иордания[7]
- Южная Корея[7]
- Кувейт[7]
- Лаос[7]
- Ливан[7]
- Либерия[7]
- Марокко[7]
- Новая Зеландия[7]
- Пакистан[7]
- Филиппины[7]
- Португалия[7]
- Саудовская Аравия[7]
- Сингапур[7]
- Таиланд[7]
- Тунис[7]
- Турция[7]
- Йемен[7]
- Заир[7]
- Вьетнам
- Панама[8]